# Soundless
Pour plus de détails, voir Fiche technique et Distribution.
Soundless - Sans un bruit est un film policier allemand réalisé par Mennan Yapo, sorti en 2004.

## Synopsis
Victor est un tueur à gage parfait qui a la réputation de travailler méticuleusement et silencieusement. Une nuit, sur le site d'un contrat, il laisse la vie à une jeune femme blonde dont il tombe amoureux ; le lendemain, il lui sauve même la vie. Nina le retrouve mais elle met aussi sur sa piste Lang, le meilleur profiler de la police. Il leur devient alors difficile d'échapper ensemble à la police avec laquelle commence un jeu du chat et de la souris.

## Fiche technique
- Titre original : Lautlos
- Titre français : Sounless - Sans un bruit
- Réalisation : Mennan Yapo
- Scénario : Mennan Yapo, Lars-Olaf Beier
- Production : Stefan Arndt, Tom Tykwer, Marcos Kantis pour X-Filme Creative Pool
- Pays d'origine :  Allemagne
- Genre : Thriller
- Durée : 94 minutes
- Dates de sortie : 
  -  Allemagne : 29 avril 2004
  -  France : 8 avril 2005

## Distribution
- Joachim Krol : Viktor
- Nadja Uhl : Nina
- Christian Berkel : Lang
- Rudolf Martin : le jeune policier
- Lisa Martinek : l'intermédiaire